# エルスワースランド

南極地図。Ellsworth Landは図の左方に記されている。

エルスワースランド（英語: Ellsworth Land）は、南極にある地域の名称。南極大陸の西部（西南極）、南極半島の付け根にあたる地域にある。
地名は、1935年にこの地域を飛行船で横断したアメリカ合衆国の探検家リンカーン・エルズワースに因む。

## 地理
西はマリーバードランドに接し、北はベリングスハウゼン海に面する。北東は南極半島の付け根となっており、パーマーランドと接する。また、東はロンネ棚氷の西端に接している。
アメリカ地質調査所（USGS）の地名情報システム（GNIS）によれば、パーマーランド（南極半島）との境界は、東海岸側のCape Adamsと、西海岸側のEklund Islands対岸とを結んだ線である。

## 地勢
地形は全般に氷で覆われた高地であるが、東部のエルスワース山脈のほか、Hudson Mountains, Jones Mountains, Behrendt Mountains, Merrick Mountains, Sweeney Mountains, Scaife Mountains など、幾つかの山地も見られる。
沿岸にはエイツ・コースト（Eights Coast）等がある。
2014年までの調査で、氷床の下に最大3キロ、幅25キロ以上に及ぶグランドキャニオンより深い峡谷（地溝）の存在が発見されている。

## 歴史・名称
1935年11月から12月にかけて、Dundee Island（南極半島先端部）からロス棚氷への飛行船による横断飛行を行った アメリカ合衆国の探検家リンカーン・エルズワースは、この地域の中央部を飛行した。
1962年、南極地名諮問委員会 (US-ACAN)が、エルズワースの偉業を記念して、この地域にEllsworth Landと命名した。